# GainJet Aviation
GainJet Aviation ist eine griechische Charterfluggesellschaft mit Sitz in Athen, die im Jahre 2006 ihren Betrieb aufnahm. Im Jahre 2016 wurde am Flughafen Shannon in Ireland die Gain Jet Ireland gegründet.
Das Unternehmen führt gecharterte Privatflüge für Regierungen, Unternehmen und Privatpersonen durch, die es sich leisten können, ein Flugzeug zu mieten. Ein Beispiel ist die Band The Rolling Stones, die während ihrer Tournee 2014 Flugzeuge des Unternehmens gemietet hat.

## Flotte
Die Flotte von Gain Jet besteht mit Stand von Mai 2022 aus zehn Flugzeugen:
| Flugzeugtyp               | aktiv | bestellt | Anmerkungen                                       | Sitzplätze    | Durchschnittsalter |
| ------------------------- | ----- | -------- | ------------------------------------------------- | ------------- | ------------------ |
| Boeing 757-200WW          | 01    |          |                                                   | 62            |                    |
| Boeing 737-400            | 01    |          | Flugzeug der Rolling Stones während der Tour 2014 | VIP           |                    |
| Gulfstream G450           | 02    |          |                                                   | 14            |                    |
| Gulfstream G550           | 01    |          |                                                   | 16            |                    |
| Gulfstream G650           | 01    |          |                                                   | 16            |                    |
| Bombardier Challenger 604 | 02    |          |                                                   | 7 + 1 Patient |                    |
| Bombardier Challenger 605 | 01    |          |                                                   | 12            |                    |
| Embraer Legacy 600        | 01    |          |                                                   | 13            |                    |
| Gesamt                    | 10    | –        |                                                   |               |                    |

Die Flotte der Gain Jet Ireland besteht aus 6 Flugzeugen:
| Flugzeugtyp                  | aktiv | bestellt | Anmerkungen | Sitzplätze | Durchschnittsalter |
| ---------------------------- | ----- | -------- | ----------- | ---------- | ------------------ |
| Gulfstream G550              | 2     |          |             | 16         |                    |
| Gulfstream G650              | 1     |          |             | 16         |                    |
| Gulfstream G650ER            | 1     |          |             | 17         |                    |
| Hawker Siddeley HS-125-800   | 1     |          |             | 10         |                    |
| Hawker Siddeley HS-125-800XP | 1     |          |             | 8          |                    |
| Gesamt                       | 6     | –        |             |            |                    |

## Ehemalige Flugzeugtypen
- Bombardier Global Express XRS
- McDonnell Douglas MD-87

Gain Jet Ireland flog früher auch mit folgenden Typen:
- Embraer Lineage 1000[6]